# Gasogen

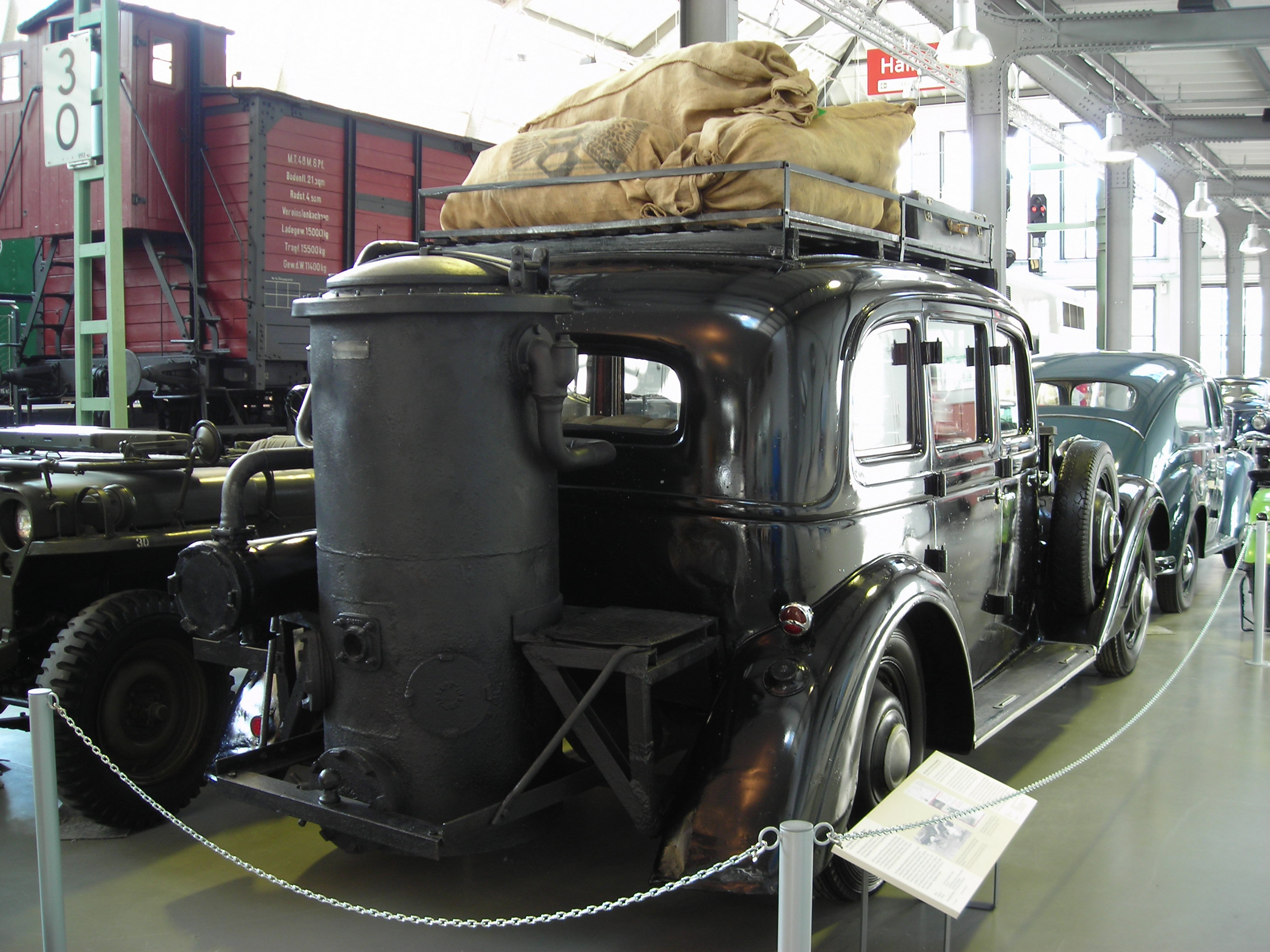
Adler Diplomat amb gasogen (1941)

El gasogen és un aparell que permet obtenir combustible gasós a partir de combustibles sòlids com el carbó, la llenya o gairebé qualsevol residu combustible. En cremar la llenya o el carbó de forma parcial es genera, entre altres gasos, monòxid de carboni, que té un baix poder calorífic, resultant de l'oxidació incompleta del carboni per l'oxigen. Si se li afegeix aigua, també es pot generar hidrogen.

## Història

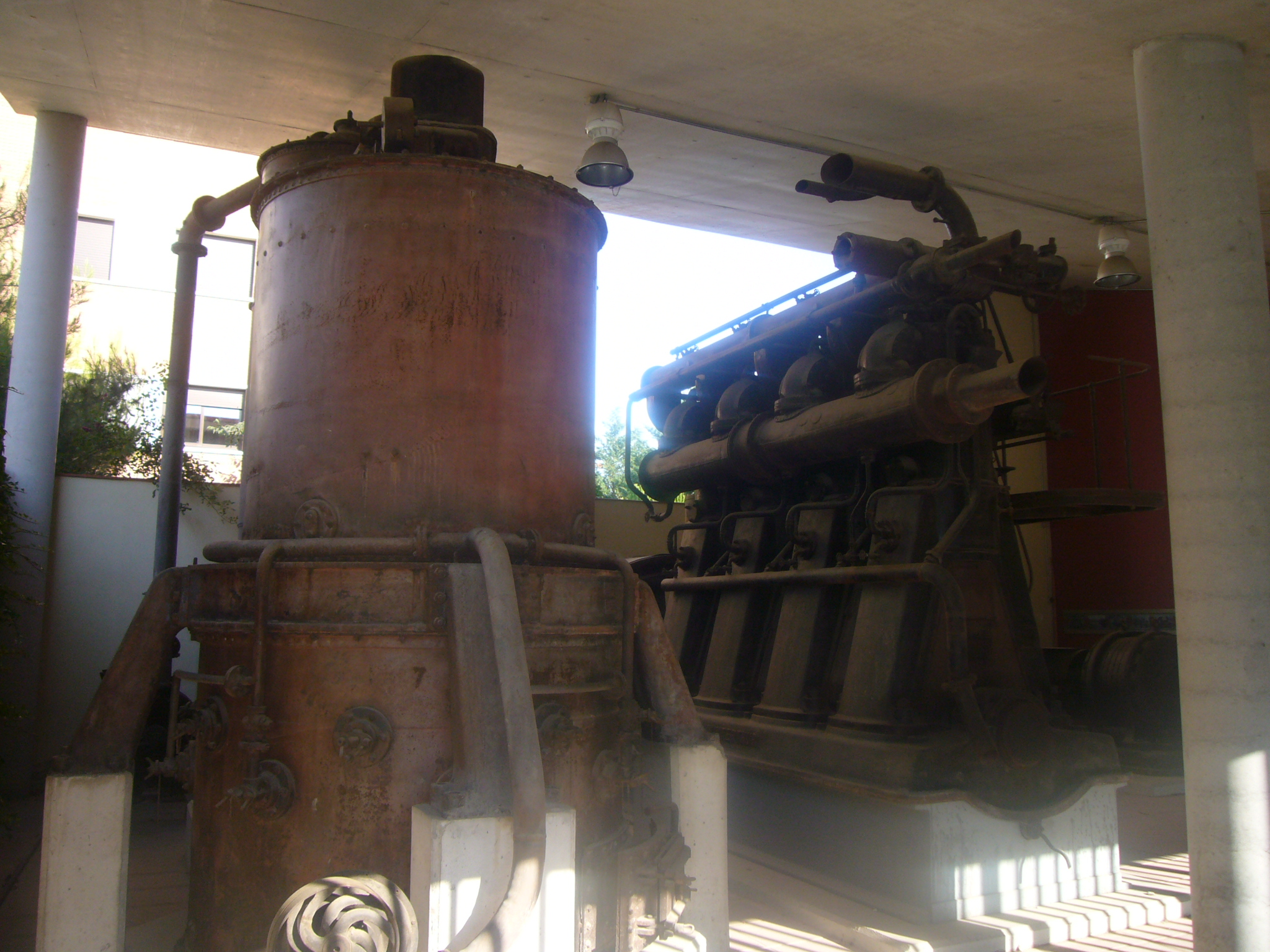
Gasogen de Cal Pasqual, a Igualada

Al segle xix es van començar a construir els primers models, se'ls anomenava motors de gas pobre. Aquest tipus de gas era una font d'energia que s'usà en un període curt de finals del segle xix a principis del segle xx. Fou posterior als cicles del vapor i anterior a l'entrada massiva de l'electricitat, que el desbancà ràpidament.
Va tenir un ús molt estès a Espanya després de la guerra civil per les dificultats d'abastiment de petroli en el mercat mundial. També tingué ús durant la Segona Guerra Mundial, especialment a Alemanya, per al transport civil. S'afegia als automòbils un remolc on anava el generador. Utilitzant aquest sistema es podia aprofitar combustibles sòlids per a moure motors de combustió interna en temps d'escassesa de benzina i gasoil.
Cal destacar el gasogen de Cal Pasqual, instal·lat després de la guerra civil a la fàbrica tèxtil de cal Pasqual, a Igualada, que és l'únic conservat a Catalunya i probablement a Europa. Era una instal·lació que obtenia gas pobre que s'emprava com a combustible per fer funcionar els telers i donar llum a la fàbrica, en una època d'escassetat i restriccions. També cedia corrent elèctric durant les hores de talls d'electricitat a conseqüència de les restriccions. El monòxid de carboni era un gas tòxic, mortal per als treballadors, però permetia usar molts tipus de matèries combustibles per a la seva obtenció. Va funcionar fins al 1955 i s'ha conservat, essent visitable al carrer Sant Carles, a Igualada.
Actualment ha tornat a ser útil per a obtenir combustible adequat per a motors, a partir de llenya i altres residus de biomassa. En països pobres potser és l'única forma d'utilitzar motors i en països desenvolupats permet disminuir el consum de combustibles fòssils.
Avui en dia, aquest sistema té altres usos. Les centrals com la de Elcogas, a Puertollano, es basa en aquest sistema, produint energia elèctrica. Aquesta central, semblant a moltes altres en el món, encara que pionera en aspectes de rendiment, utilitza un sistema productiu basat en la tecnologia de gasificació de carbó integrada en un cicle combinat, amb unes característiques mediambientals modèliques, reduint les emissions atmosfèriques per sota de l'establert en la legislació vigent.

## Funcionament del gasogen (gas de fusta i gas d'aigua)
El principi del gasogen és de produir la combustió en gerro tancat del combustible subalimentant-lo d'aire, per tal de produir gasos combustibles tal com CO (monòxid de carboni), H₂ (hidrogen), i CH₄ (metà), (llavors parlem de gas de fusta), seguint les fórmules
2C + O₂ = 2CO + 58000 cal
C + O₂ = CO₂ + 97000 cal
2CO + O₂ = 2CO₂ + 136000 cal
CO₂ + C = 2CO + 38000 cal
En certs casos, s'injecten febles quantitats d'aigua en l'aire de combustió perquè es trenqui i produir així majors quantitats d'hidrogen (llavors parlem de gas d'aigua), seguint les fórmules:
C + H₂O = CO + H₂ - 28000cal
C + 2H₂O = CO₂ + 2H₂ - 18000cal
CO + H₂O = CO2 + H₂ + 9400cal
Finalment hi ha altres casos, en què es fan servir ambdues tècniques al mateix temps (llavors parlem de gas mixt)

## Principals tipus de gasògens amb carbó
Existeix tres famílies de gasògens seguint el sentit de la combustió, la tria depèn del combustible utilitzat.

### Gasogen per tiratge en alçària
El corrent d'aire i de gas circulen en el sentit invers del combustible. Interessant en el nivell tèrmic però requereix combustibles contenint poca matèria volàtil per evitar els quitrans en la sortida. Conviden als carbons de boscos molt purs per evitar l'embús de la reixa per les escòries.

### Gasogen per tiratge a la part baixa
El gas i l'aire circulen en el mateix sentit que el combustible, els gasos travessen la zona incandescent, els eventuals quitrans són doncs petats. Aquest dispositiu es limita també les pols en la sortida.

### Gasogen a tovera, o gasogen per tiratge transversal
L'aire és admès horitzontalment per una tovera al cor de la zona de combustió, allò que necessite una tovera en bronze massiu, o un refredament molt poderós, per evitar la fusion. S'hi pot cremar carbó de bosc, del coc, o de l'antracita, o una barreja, el que permet filtrar les impureses dels combustibles fòssils pel carbó de bosc. El principal interès d'aquesta disposició és la simplicitat de construcció, una vegada resolt el problema de la tovera.

### Gasogen de llenya
El gasogen a llenya ha de reunir en un sol i mateix aparell una zona de carbonització i una zona de gasificació. El tipus més corrent és el gasogen a diàbolo. El diàbolo és un encongiment pel qual tots els gasos estan obligats a passar travessant la zona incandescent, petant així la major part dels quitrans i àcids. És en efecte important de suprimer més eficaçment aquests productes que fan malbé el motor. El diàbolo, per la seva disposició, deu résiter a molt fortes temperatures.

## Aparells annexos

### Refredament dels gasos
Pot ser útil, en el cas de gasogen que alimenta un motor, refredar els gasos abans de la seva admissió, per pal·liar els problemes de rendiment.
S'actua en general per contacte i per distensió, en caixons en xapes amb embolics, o per feixos de tubs. L'aigua de condensació recuperada pot servir per fer un xipolleig del gas, el que neteja el gas de certes impureses.

### Depuració dels gasos

#### Depurador sec
Es tracta de fer travessar els gasos en carbó de bosc polvoritzat, de suro o de coc. Sobretot utilitzat darrere els gasògens a carbó.

#### Depurador humit
Consisteix a rentar el gas fent-lo xipollejar a l'aigua, per tal de retirar-ne una bona part de les impureses, després fer passar el gas en un filtre de suro que en retindrà la humitat i les impureses residuals.

### Carburació dels gasos
És efectuada per un mesclador de gas.

### Posada en marxa del ventilador
Consisteix a crear un tiratge amb l'ajuda d'un ventilador elèctric per permetre l'encesa de la càrrega de combustible. El gasogen és llavors aïllat de l'admissió al motor per una comporta. La qualitat del gas és verificada en la sortida del ventilador per la inflamació d'aquest. Quan la qualitat del gas és bona, es talla el ventilador, obre la comporta d'aïllament, arregla la riquesa del mesclador al màxim, i s'acciona el motor d'engegada. Tot això ha de ser efectuat ràpidament per no ofegar el gasogen. Una vegada el motor arrencat, cal arreglar constantment la riquesa, de vegades ho avança a l'encesa, i el ralentí.

### Posada en marxa al carburant de sortida
El motor ha de ser equipat per funcionar amb un altre carburant (benzina, alcohol...), sobre el qual s'arrenca el motor. S'obre la comporta del mesclador per crear la depressió necessària a l'encesa del gasogen quan el motor gira.

### Manteniment del vehicle a gasogen
Diari:
- Ompliment de la tremuja de combustible.
- Neteja de la llar i cendrer.
- Buidatge dels refrigerants i depuradors (gasogen de llenya).
- Neteja de la tovera i de la llar per retirar el lleter i les escòries (Gasogen de carbó).

Setmanal:
- Buidatge i neteges dels filtres secs i humits, dels cendrers de depurador.
- Comprovació de l'estanquitat del conjunt.